# آرتور آی. بورمن
آرتور آی. بورمن (به انگلیسی: Arthur Inghram Boreman) سناتور سابق عضو حزب جمهوری‌خواه ایالات متحده آمریکا بود. وی در سال ۱۸۶۹ تا ۱۸۷۵ میلادی سناتور ایالت ویرجینیای غربی در سنای ایالات متحده آمریکا بود.